# ギド・ペティ
ギド・ペティ・パガディサバル（Guido Petti Pagadizábal、1994年11月17日 - ）は、トップ14ユニオン・ボルドー・ベグルに所属するラグビーユニオン選手。

## プロフィール
- アルゼンチン・ブエノスアイレス出身。
- ポジションはロック(LO)。
- 身長 194cm、体重 111kg
- アルゼンチン代表キャップは56（2021年1月現在）でワールドカップ2015・2019のアルゼンチン代表に選ばれた[1]。
- バーバリアンズに選ばれたことがある[2]。

## 略歴
SIC、パンパスXVを経て、2016年、ハグアレスに加入。
2020年、ボルドーに加入。